# Girolamo Lombardo
Pour les articles homonymes, voir Lombardo.
Girolamo Lombardo, connu aussi comme Girolamo Lombardi ou Girolamo da Ferrara (Ferrare, 1506 – Recanati, 1590) est un sculpteur italien.

## Biographie

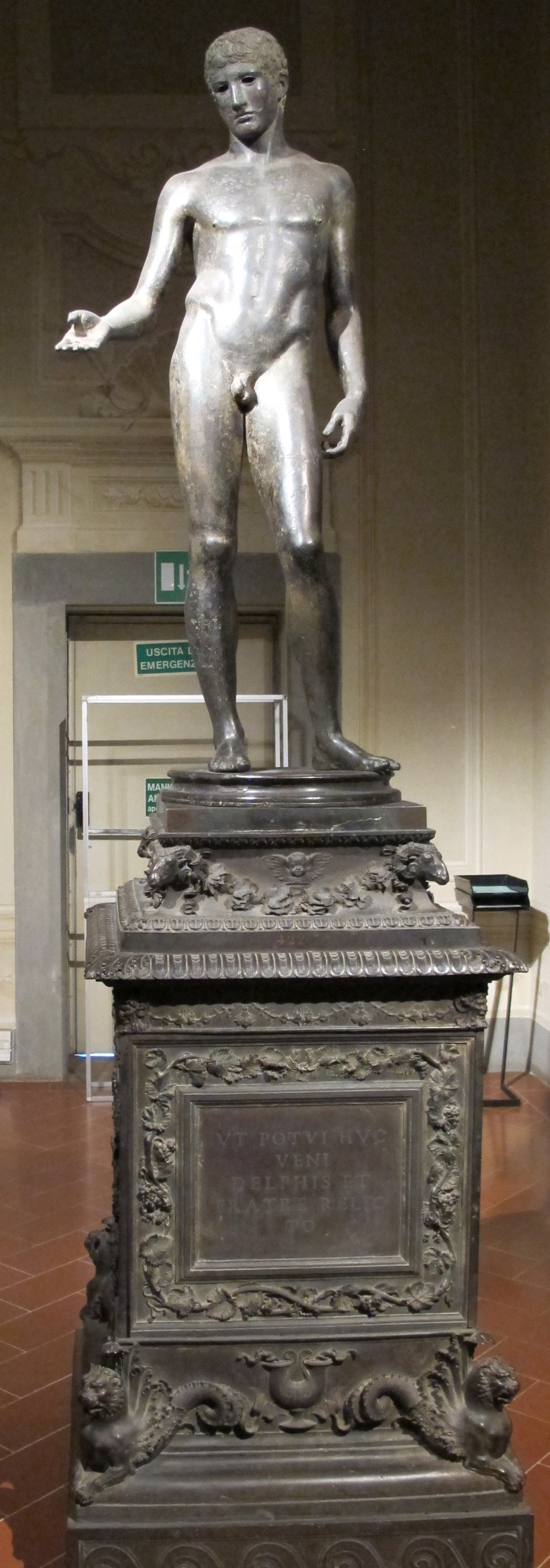
Socle de l’Idolino de Pesaro, Musée des Uffizi à Florence

Né à Ferrare en 1506, Girolamo était le fils de l'architecte et sculpteur Antonio Lombardo, donc le petit-fils de Pietro Lombardo de Carona, ainsi que le frère de Ludovico et Aurelio, également sculpteurs.
Girolamo a été formé dans l'atelier paternel à Ferrare transféré ensuite à Venise pour continuer sa formation avec Jacopo Sansovino, avec qui il a collaboré à la bibliothèque Marciana et à la Loggetta du clocher de San Marco à Venise entre 1532 et 1540.
Sa présence est documentée à Lorette à partir de 1543, où son frère Aurelio était actif depuis quelques années et où il fut rejoint par son troisième frère, Ludovico, vers 1550.
Vers 1552 Girolamo s'installe avec ses frères à Recanati et ouvre une fonderie, donnant vie à un important centre  de l' Italie centrale, transmettant la technique vénitienne mature à tous les opérateurs de l'atelier fructueux. L'école sculpturale Recanataise s'est poursuivie dans les générations suivantes avec Tiburzio Vergelli di Camerino, Antonio Calcagni (père de Michelangelo Calcagni, sculpteur), Sebastiano Sebastiani, Tarquinio et Pier Paolo Jacometti, Gianbattista Vitali.
Les fils Antonio, Pietro et Paolo sont également sculpteurs et fondeurs de bronze.

## Œuvres
- Base et socle de la sculpture romaine de l'Idolino di Pesaro , 1533, Florence, Musée archéologique national
- Sépulcre de Francesco Alberici : buste, ( 1574 ), Recanati, Musée diocésain.
- Prophètes du parement de marbre de la Sainte Maison, 1543, Loreto, Basilique de la Sainte Maison [1] ;
- Tabernacle de la Chapelle du Sacrement, 1570-71, Fermo, Cathédrale de l'Assomption ;
- Porte centrale de la Basilique, à partir de 1590, Loreto, Basilique de la Sainte Maison ;
- Statue du pape Grégoire XIII, ( 1574 ), Ascoli, faite pour la ville d'Ascoli, a été détruite par les soldats français sous Napoléon.
- Autel, Cingoli, Collégiale de Sant'Esuperanzio ,
- Croix et apôtres, exécutés pour le gouverneur de Loreto (dispersés sous Napoléon).
- Annibal Caro : buste
- Peinture sur marbre de la chapelle du saint sacrement de la basilique de Lorette (aujourd'hui perdue) [2]

### Sculptures pour laSainte Maison de Lorette

#### Revêtement marmoréen

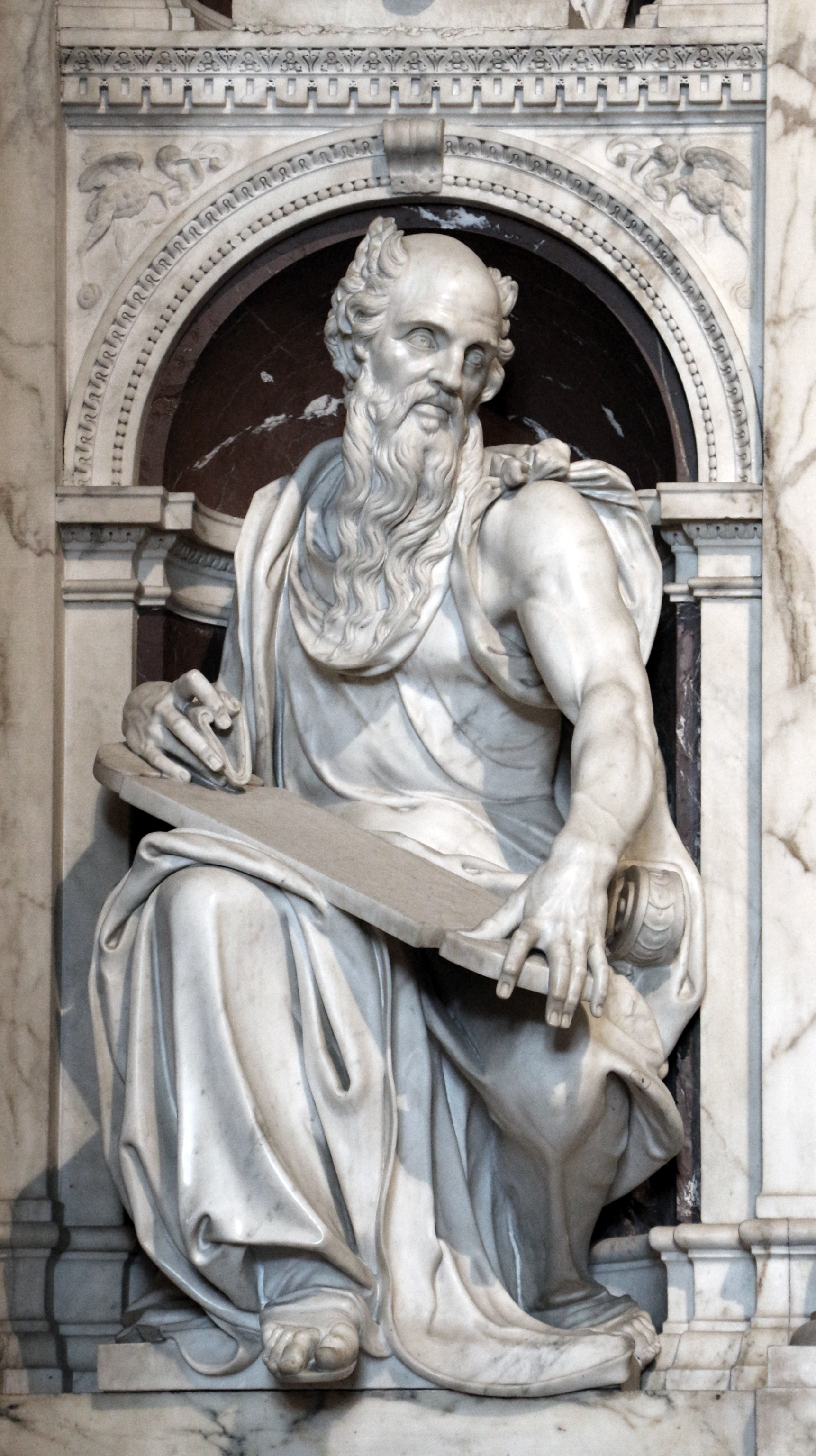
Moïse
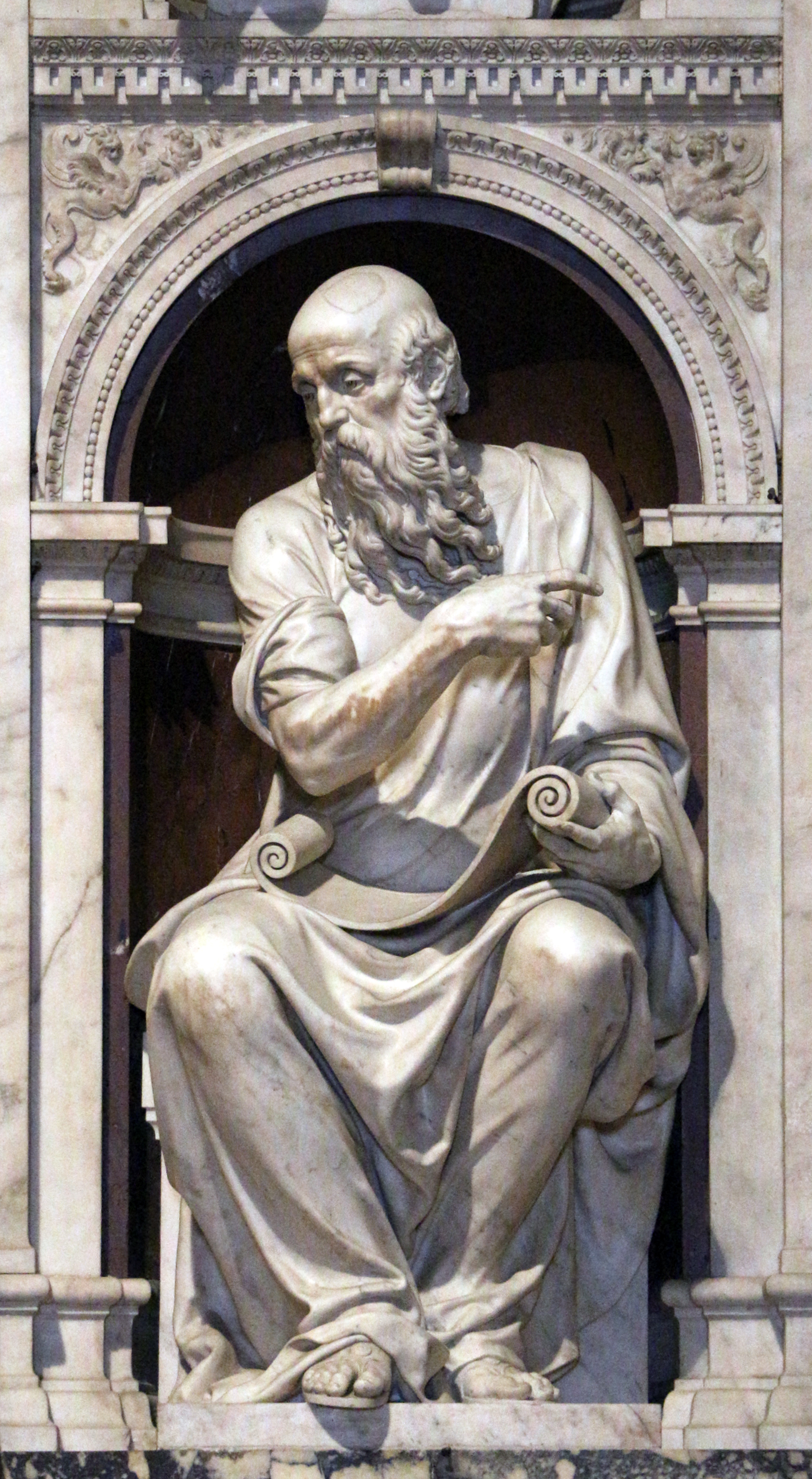
Ezechiel
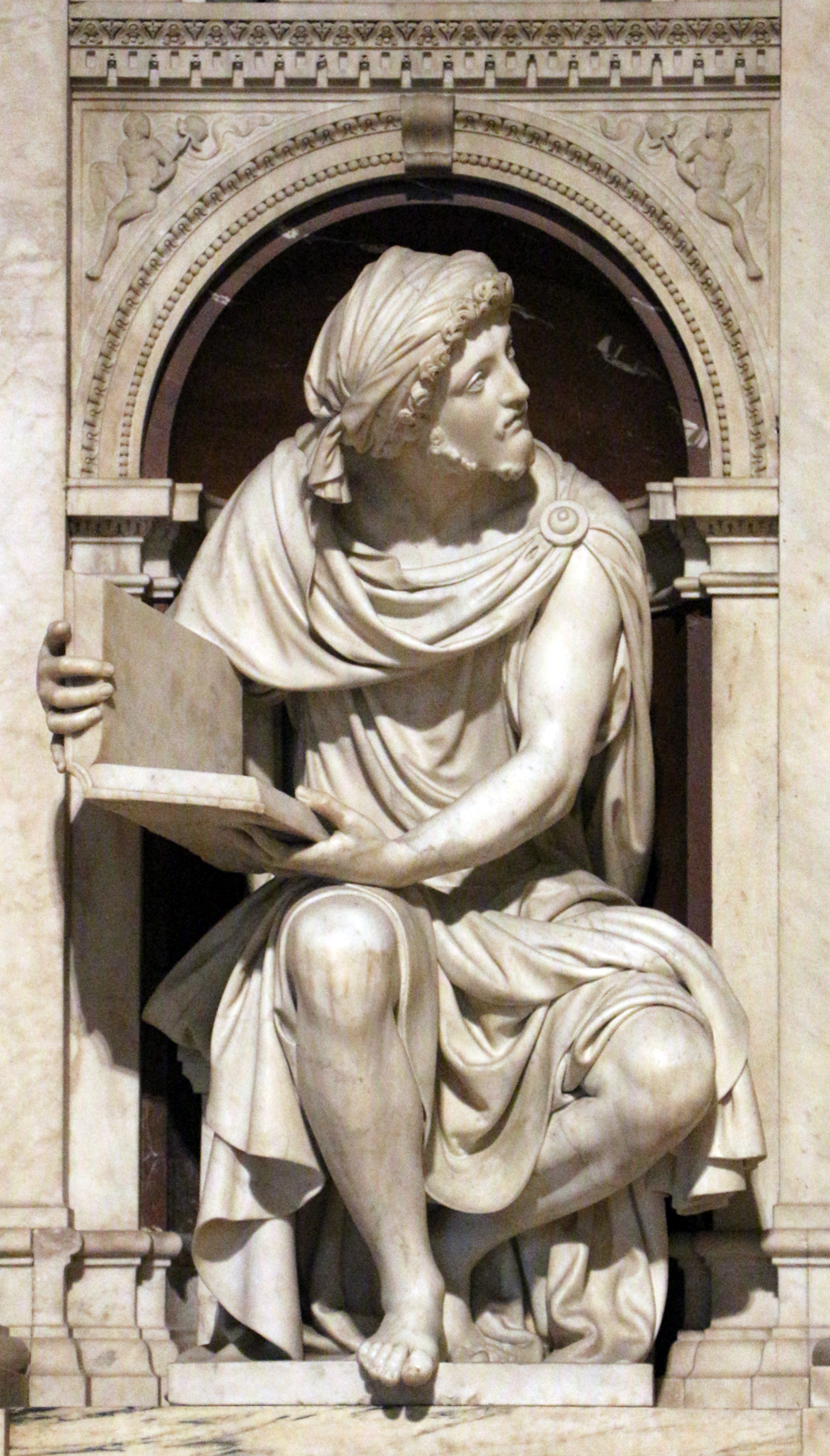
Daniel
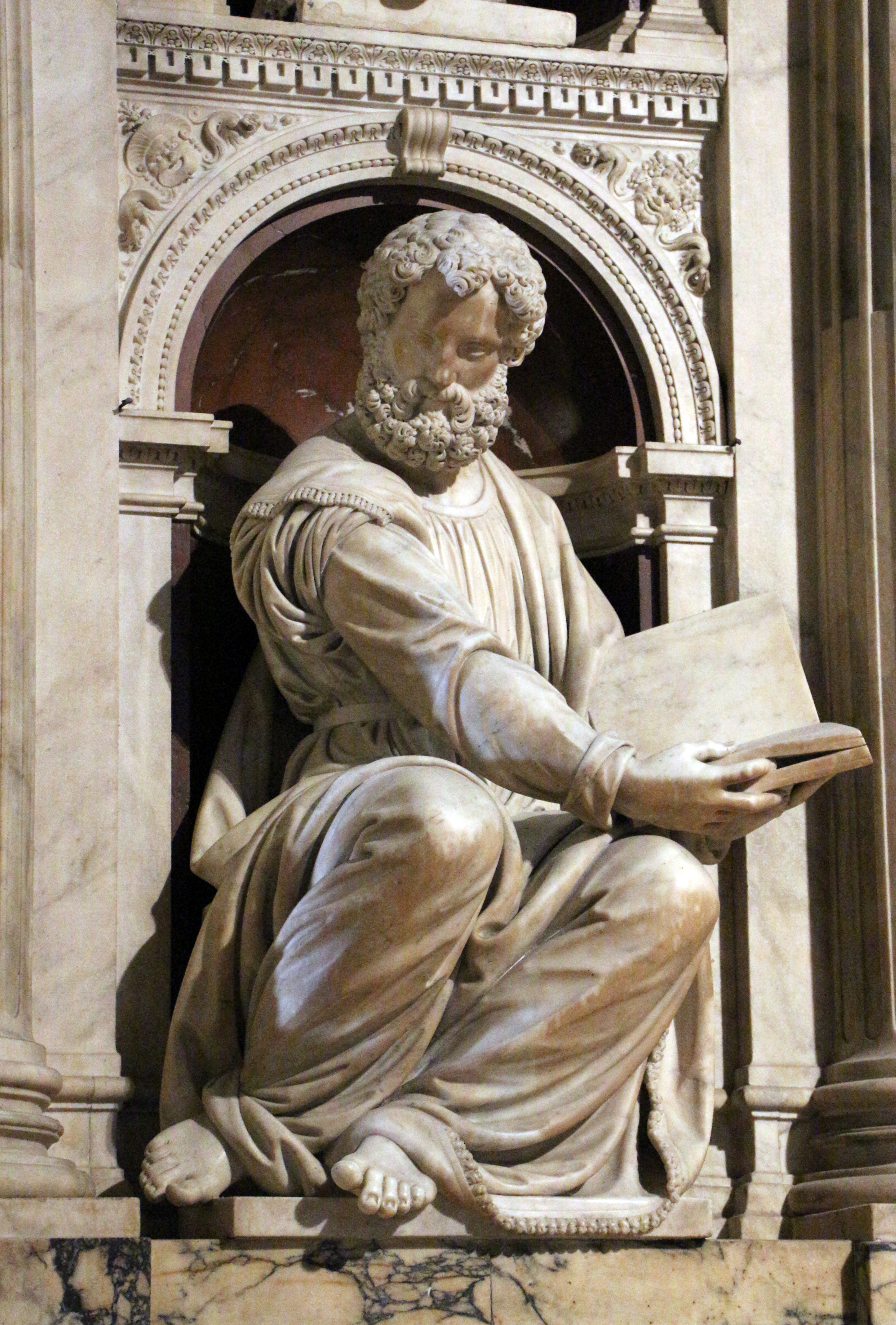
Zaccharie
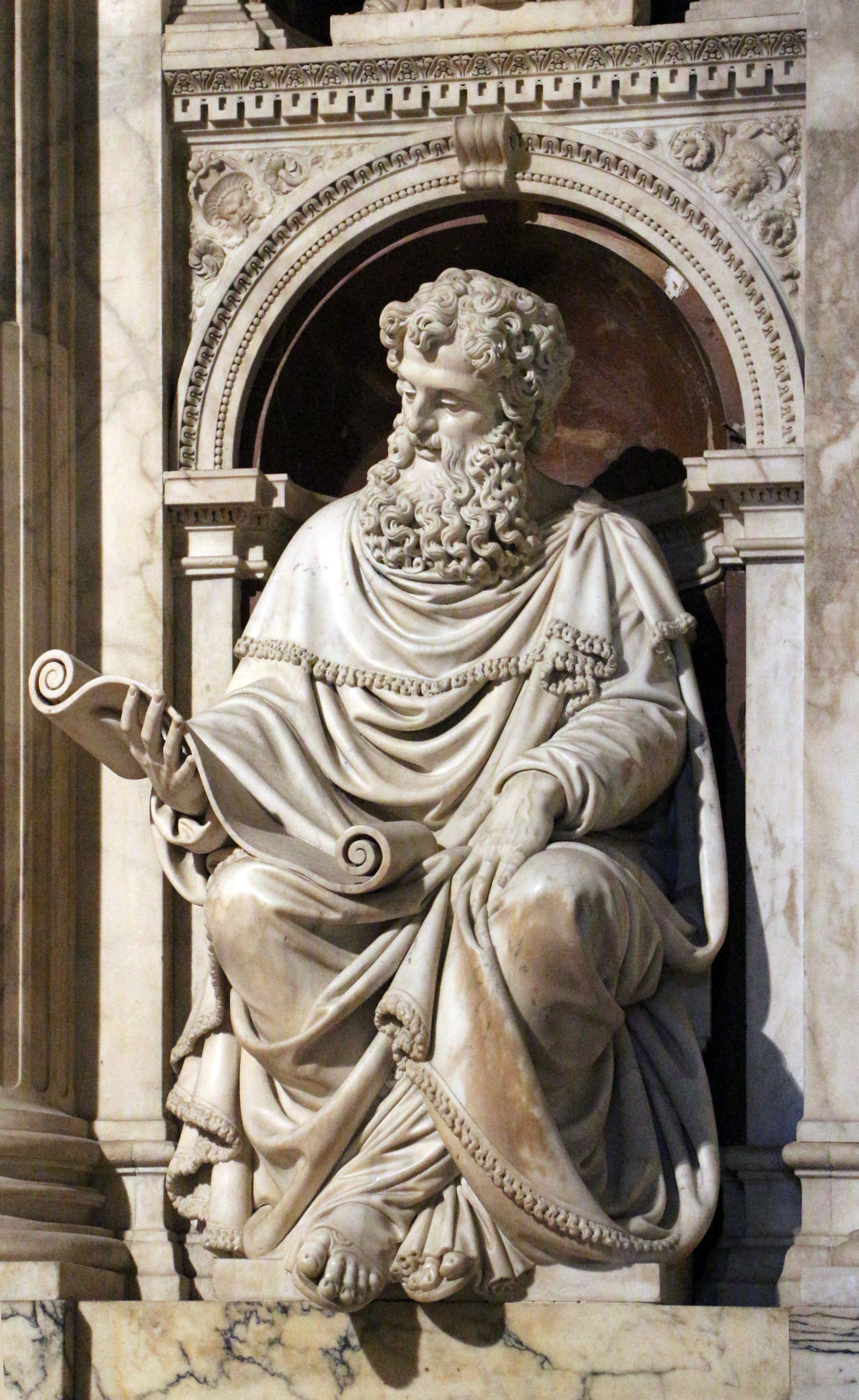
Malachie
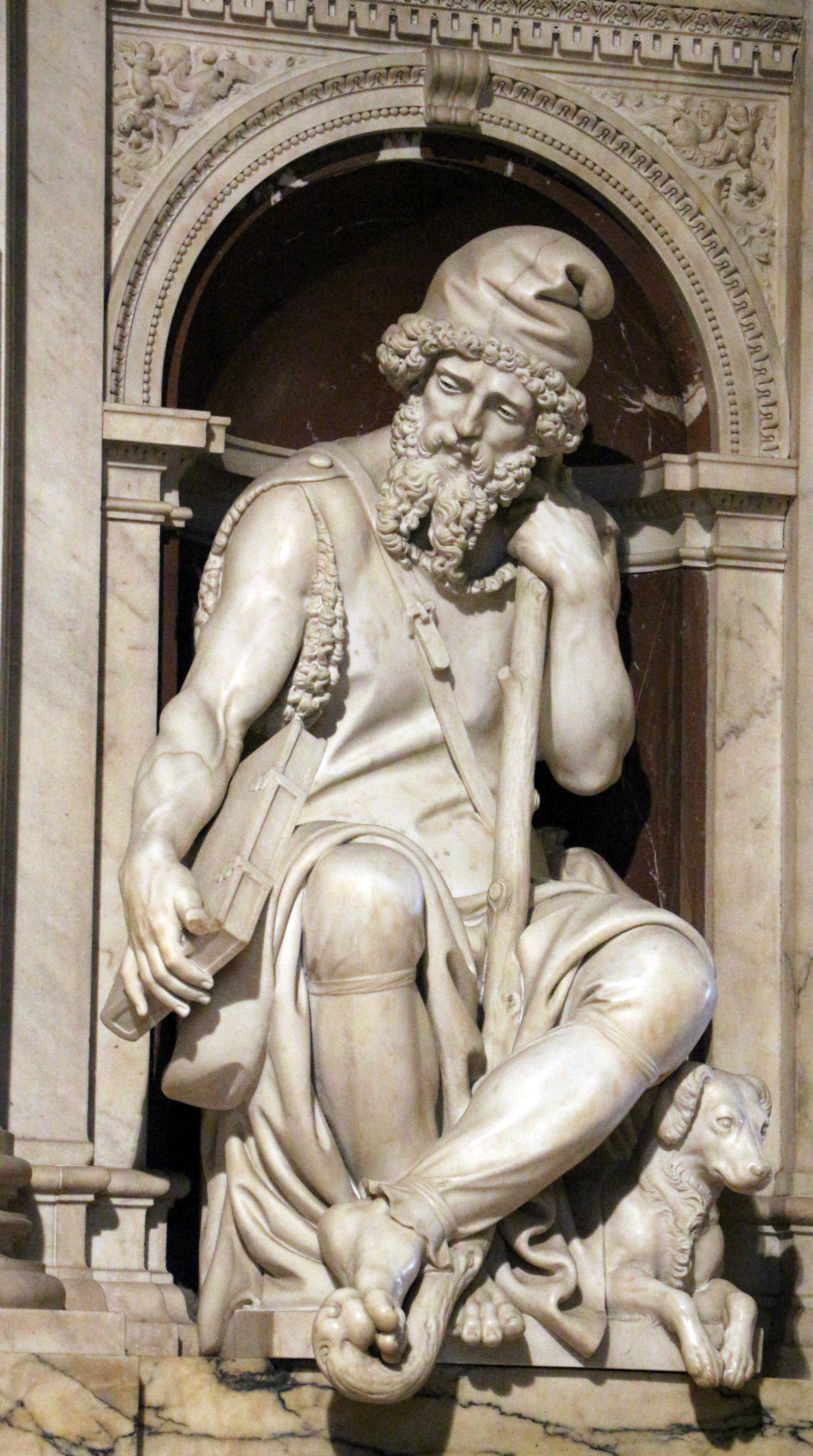
Amos
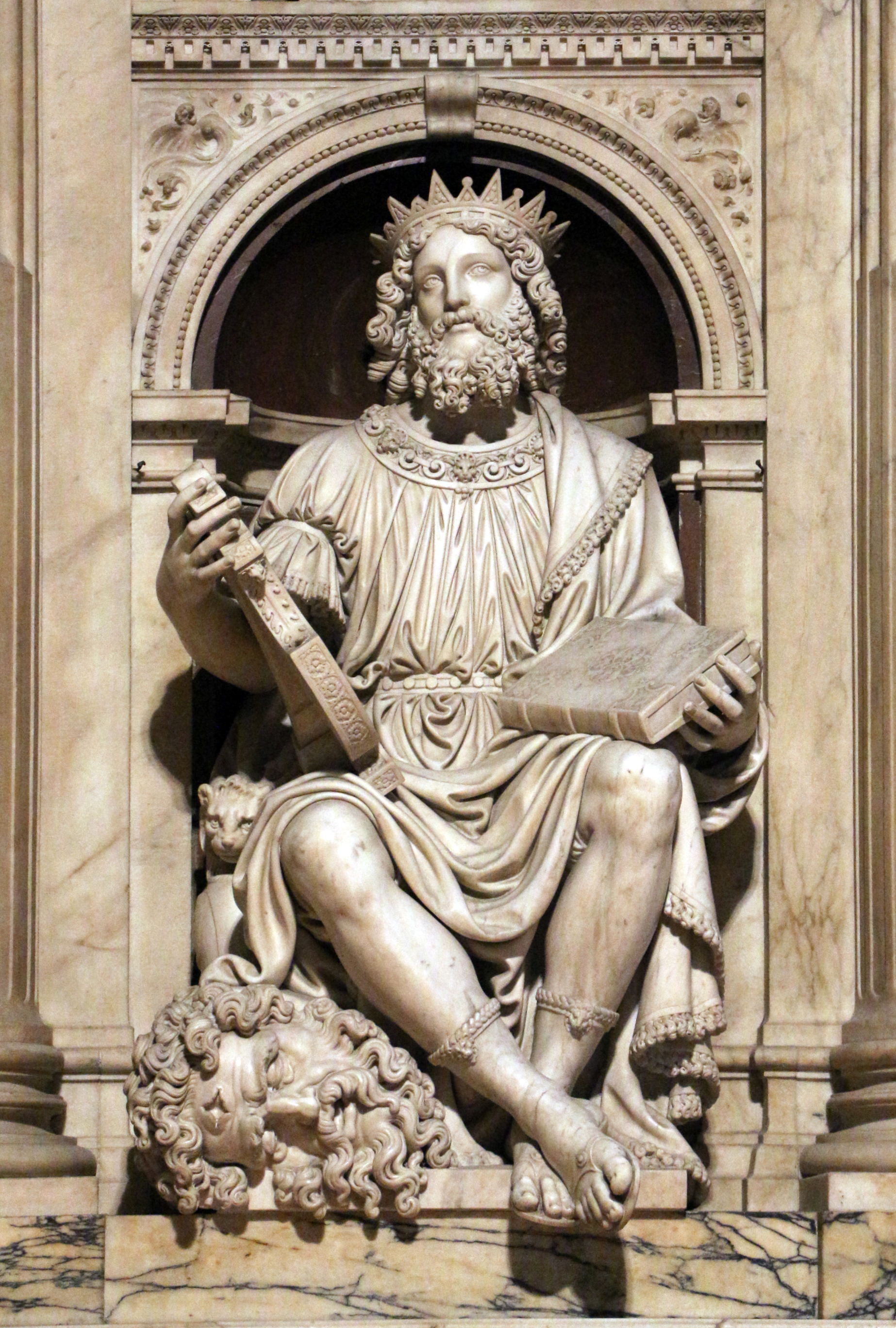
Le Roi David avec la tête de Goliath.

#### Porte centrale d’Entrée de la Basilique

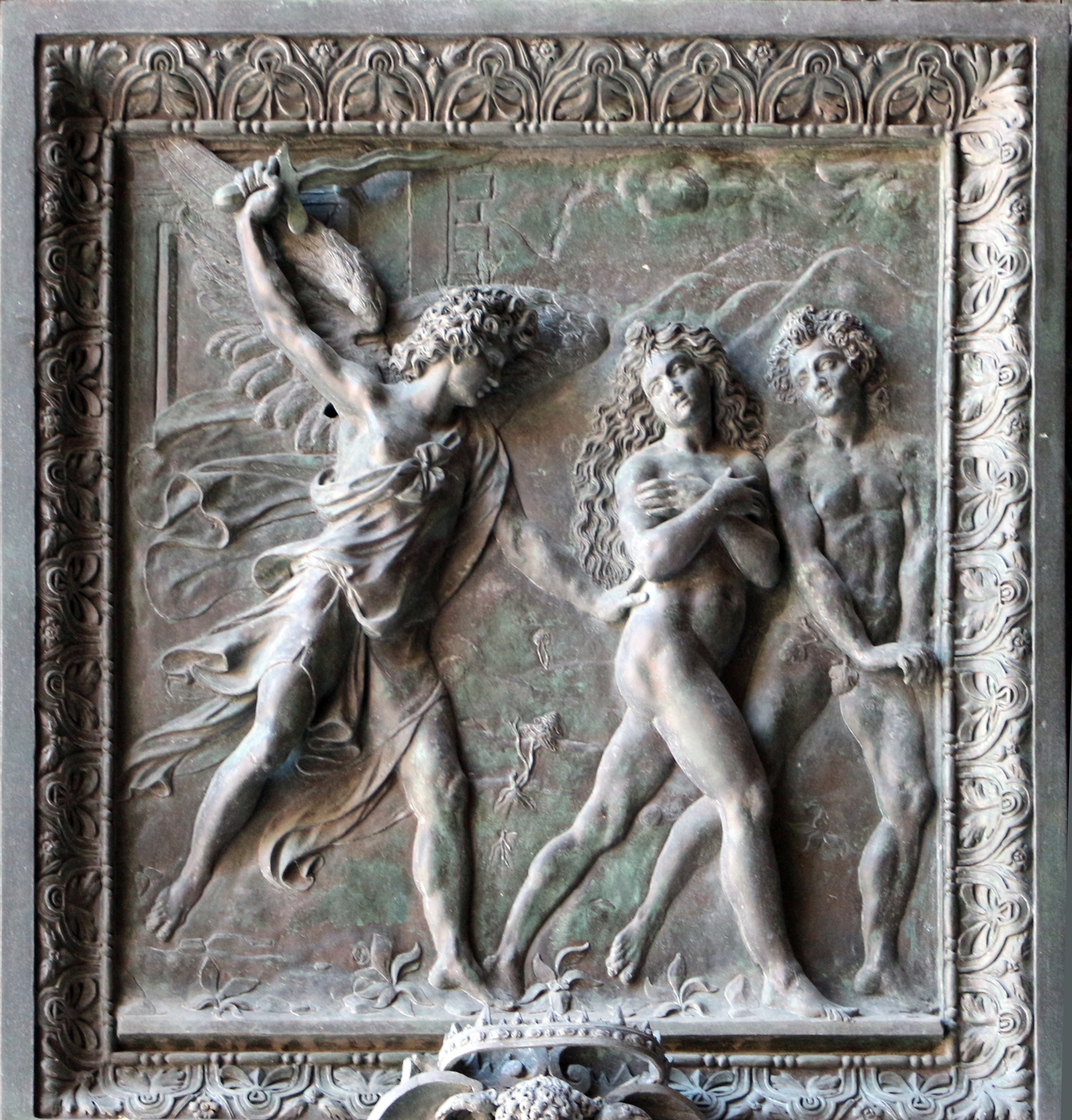
Adam et Eve chassés du Paradis (1611).
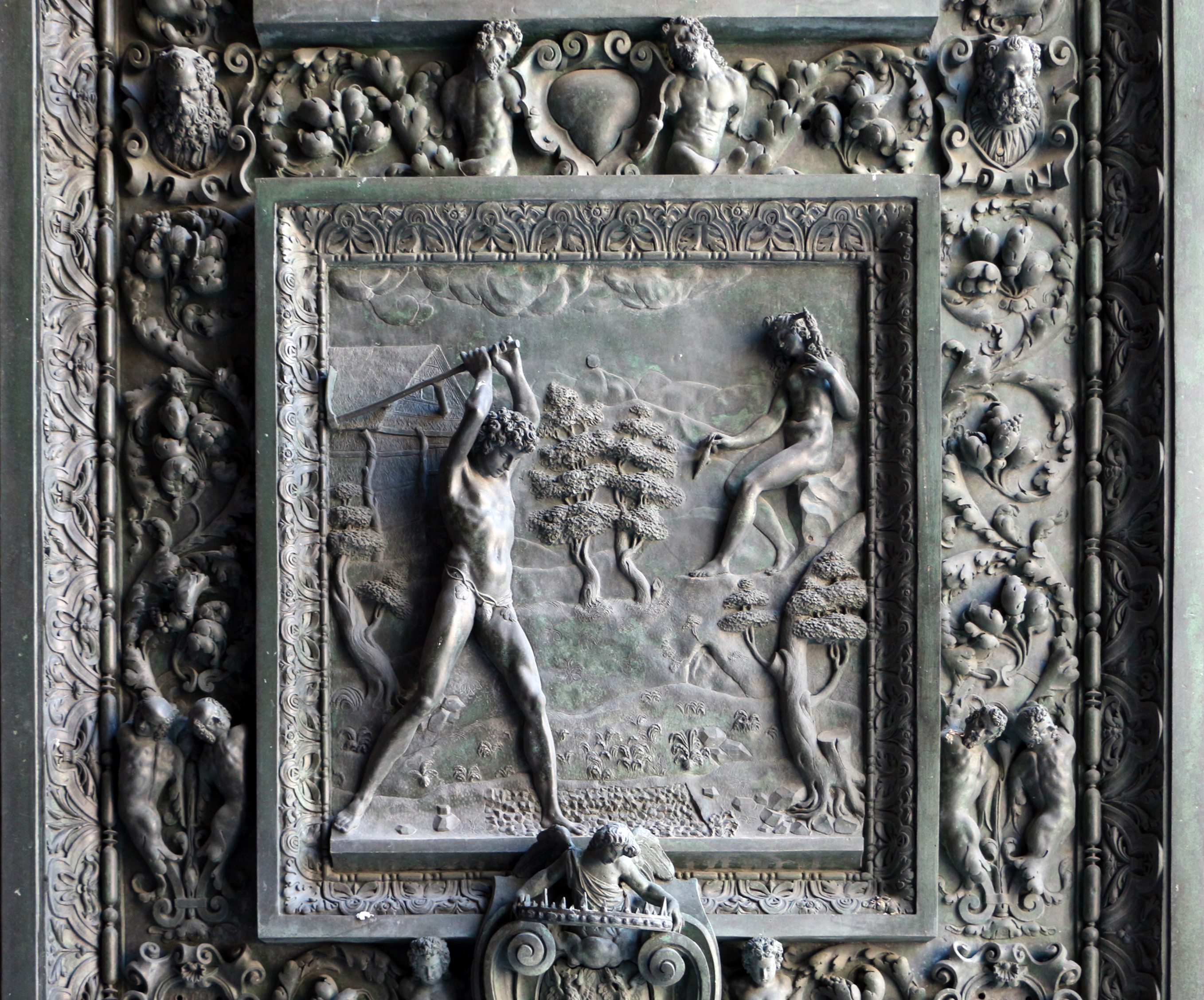
Le Travail des ancêtres
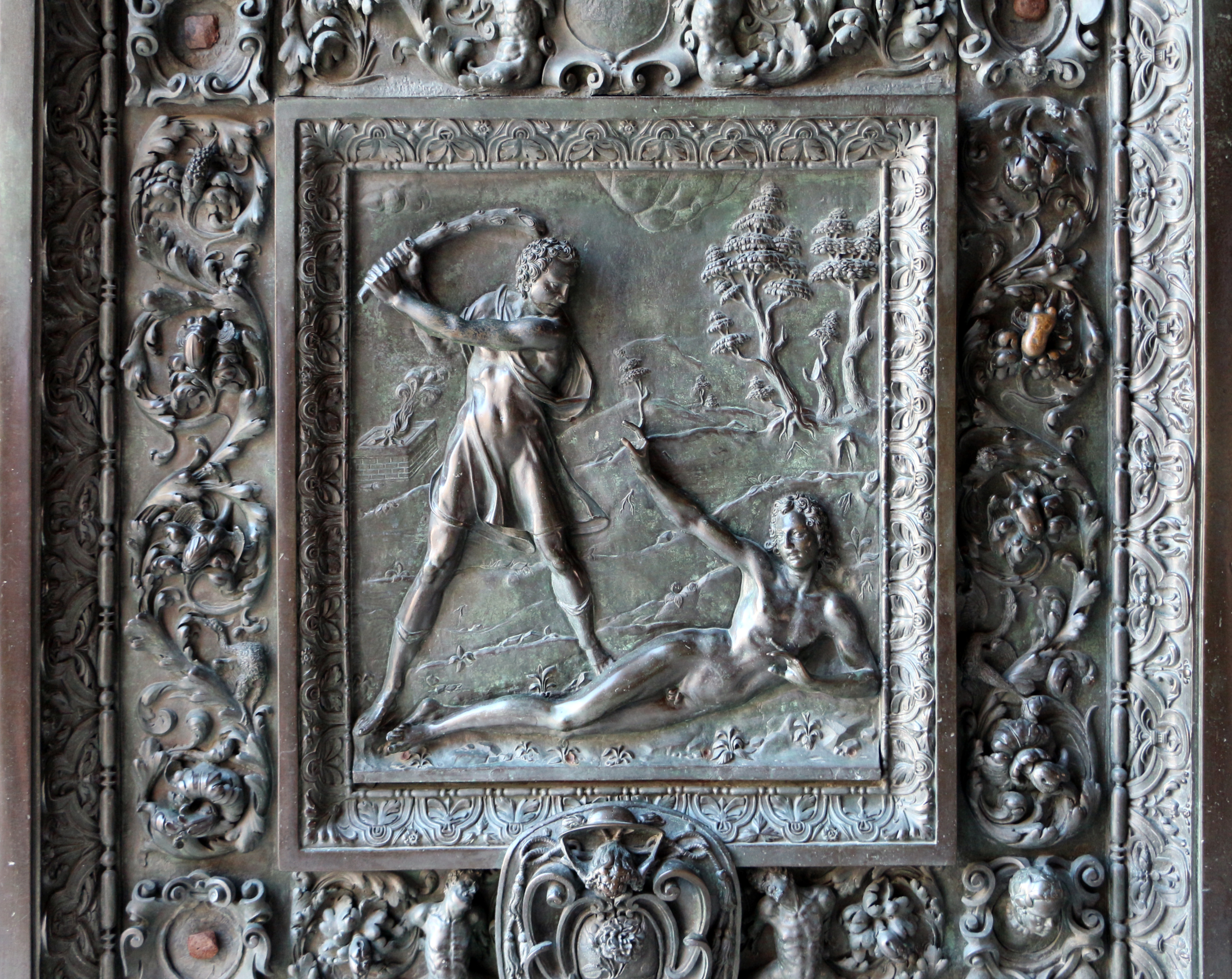
Abel et Caïn
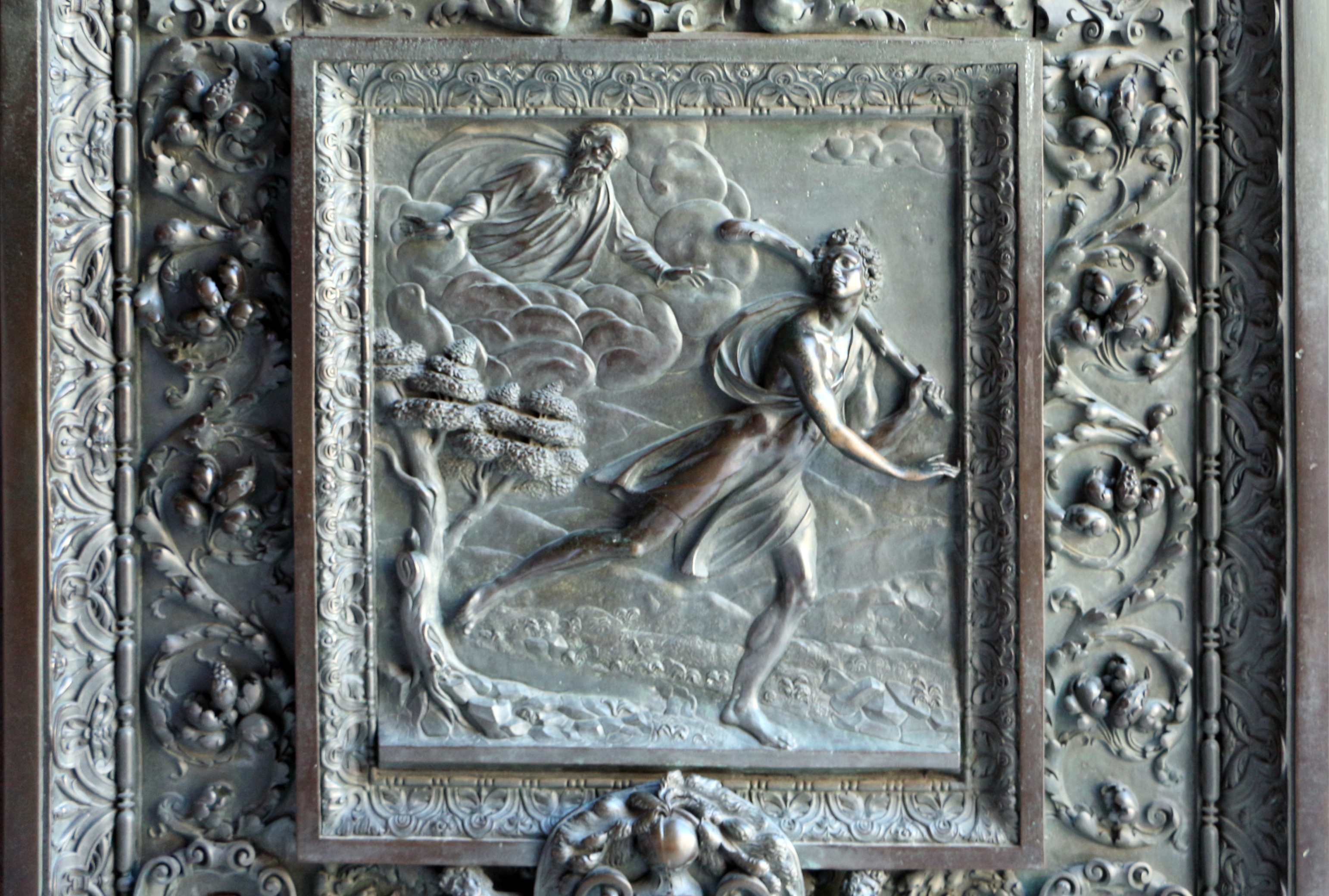
Caïn poursuivi par la colère divine